# Caliprix
Caliprix este una dintre cele mai mari companii producătoare de orez din România.
Cifra de afaceri în 2006: 11 milioane euro